# Anselmus IV van Milaan
Anselmus IV van Milaan (Italiaans, Anselmo da Bovisio) (? - Constantinopel, 30 september 1101) was vier jaar lang aartsbisschop van Milaan en hij was de leider van het Lombardische contingent tijdens de Kruisvaart van 1101.

## Biografie
Op jonge leeftijd ging Anselmus in het klooster van San Lorenzo. In 1097 werd hij in eerste instantie benoemd tot bisschop van Brescia, maar omdat er een schisma in Milaan dreigde werd hij daar ook  benoemd tot aartsbisschop.
Anselmus werd in 1101 door paus Paschalis II aangesteld tot de geestelijk leider van de nieuwe kruistocht. Nog voor zijn vertrek benoemde hij Grossolano tot zijn vicaris. Op 13 september 1101 ging hij op weg naar het Heilige Land. Hij wist enkele kleine overwinningen te boeken in Klein-Azië, maar raakte hierbij gewond. Ondanks verzorging in Constantinopel overleed hij aan zijn verwondingen.